# Glyptophysa variabilis
Glyptophysa variabilis är en snäckart som först beskrevs av Gray 1843.  Glyptophysa variabilis ingår i släktet Glyptophysa och familjen posthornssnäckor. Inga underarter finns listade i Catalogue of Life.